# Cheilopogon nigricans
Cheilopogon nigricans är en fiskart som först beskrevs av Bennett, 1840.  Cheilopogon nigricans ingår i släktet Cheilopogon och familjen Exocoetidae. Inga underarter finns listade i Catalogue of Life.